# 茂木俊彦
茂木 俊彦（もぎ としひこ、1942年〈昭和17年〉10月13日 -  2015年〈平成27年〉9月25日）は、日本の教育心理学者。障害児教育が専門。東京都立大学第11代総長。東京都立大学名誉教授。
群馬県前橋市出身。東京都の大学改革による首都大学東京の発足に伴い、東京都立大学総長職が廃止となったため、2005年3月に退任。最後の東京都立大学総長となった。

## 略歴
- 1942年（昭和17年）群馬県前橋市生まれ
- 1961年（昭和36年）群馬県立前橋高等学校卒業
- 1962年（昭和37年）東京大学文科三類入学
- 1966年（昭和41年）東京大学教育学部教育心理学科卒業
- 1968年（昭和43年）東京大学大学院教育学研究科修士課程教育心理学専門課程修了
- 1970年（昭和45年）東京大学大学院教育学研究科博士課程教育心理学専門課程中途退学
- 東京大学教育学部助手、広島大学教育学部講師・助教授、立正大学文学部助教授を経て、東京都立大学人文学部助教授。
- 1991年（平成3年）東京都立大学人文学部教授
- 2003年（平成15年）東京都立大学第11代総長に就任
- 2005年（平成17年）桜美林大学文学部教授

## 著書
- 『障害児保育論』 (1975) さ・さ・ら書房
- 『障害児の発達と保育』 (1982) 青木書店
- 『障害児を育てる』 (1984) 大月書店
- 『障害児と教育』 (1990) 岩波書店・岩波新書
- 『新・障害児教育入門－気になる行動・障害をどう理解するか』 (1995) 労働旬報社
- 『統合保育で障害児は育つか－発達保障の実践と制度を考える』 (1997) 大月書店
- 『受容と指導の保育論』(2003)ひとなる書房
- 『障害は個性か－新しい障害観と「特別支援教育」をめぐって』 (2003) 大月書店
- 『発達保障を学ぶ』 (2004) 全国障害者問題研究会出版部
- 『都立大学に何が起きたのか　総長の2年間』 岩波ブックレット (2005) 岩波書店
- 『障害児教育を考える』岩波新書(2007)岩波書店